# Takaši Kobajaši
Takaši Kobajaši (japonsky 小林孝至 [Kobajaši Takaši], hepburnovým přepisem Takashi Kobayashi, * 17. května 1963) je bývalý japonský zápasník. V roce 1988 na olympijských hrách v Soulu v kategorii do 48 kg vybojoval zlatou medaili. V roce 1990 vybojoval bronz, v roce 1975 obsadil šesté a v roce 1987 jedenácté místo na mistrovství světa. V roce 1982 zvítězil na Asijských hrách.